# The Amityville Horror (1979)

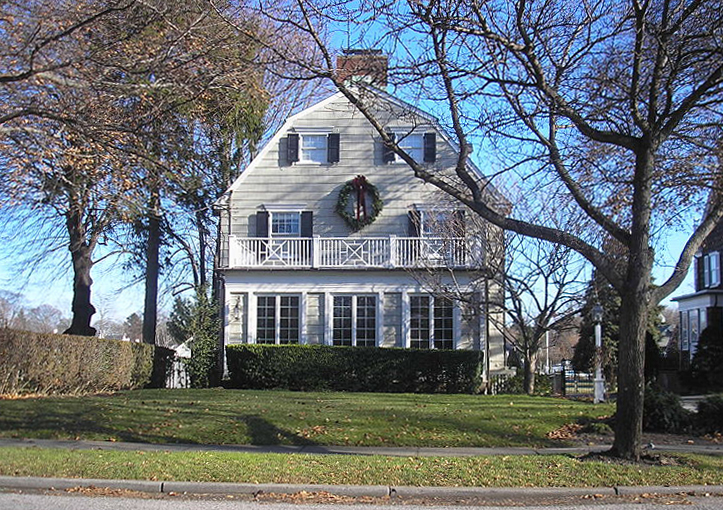
Het huis waar het verhaal en daarmee de films op gebaseerd zijn

The Amityville Horror is een Amerikaanse horrorfilm uit 1979 onder regie van Stuart Rosenberg. Het verhaal is gebaseerd op dat uit het gelijknamige boek van Jay Anson, dat uitgegeven werd als een waargebeurd verhaal en is gebaseerd op de verklaringen van de echte familie Lutz. De film werd genomineerd voor zowel een Oscar als een Golden Globe voor de filmmuziek van Lalo Schifrin en voor Saturn Awards voor beste horrorfilm en beste actrice (Margot Kidder).

## Verhaal
Op 13 november 1974 vindt er in een huis in Long Island een zesvoudige moord plaats waarbij een echtpaar en vier van hun kinderen omkomen. Nadat de woning een jaar leeg staat, trekken George en Kathy Lutz erin met hun drie kinderen. Zij kennen het verleden van het huis, maar kunnen de vraagprijs van 80.000 dollar niet weerstaan voor het huis dat eigenlijk zo'n 120.000 dollar waard is.
Pastoor Delaney zoekt de familie op in hun nieuwe huis, maar wanneer hij alleen is in een van de kamers op de eerste verdieping, raakt hij opgesloten en komen er van alle kanten honderden vliegen op hem af. Een zware stem beveelt hem onmiddellijk weg te gaan, waarop de geestelijke misselijk het huis verlaat. Hij probeert de familie later telefonisch in te lichten, maar telkens wanneer hij opbelt, maakt een luide ruis op de lijn hem onverstaanbaar. Later brengt ook zuster Helena een bezoek, maar die komt niet verder dan de hal voordat ze misselijk weer naar buiten gaat.
Naast de geestelijken krijgt ook George schijnbaar iets onder de leden, waardoor Kathy vermoedt dat er een virus heerst. Hij heeft het constant koud en gaat er steeds beroerder uitzien. Op de kamer van dochter Jackie beweegt intussen de schommelstoel uit zichzelf en het meisje zelf vertelt haar moeder regelmatig over haar nieuwe, onzichtbare vriendinnetje Jody. Deze krijgt ook de schuld wanneer Jackie's oppas een hele avond opgesloten raakt in een kast terwijl de rest van de familie naar de bruiloft van Kathy's broer Jimmy is. Delaney vermoedt een kwade aanwezigheid in het huis, mogelijk een satanische, daar de moordenaar van de vorige bewoners ook een stem vertelde te horen in het huis. Zijn medegeestelijken lijkt dit onmogelijk. Zij vermoeden dat Delaney overspannen is en sturen hem met vakantie.
De volgende dagen loopt het aantal vreemde gebeurtenissen snel op. Ook George krijgt te maken met plotseling opduikende vliegen, de hand van zijn zoontje raakt beklemd door een plots dichtslaand raam - dat eerder met geen mogelijkheid was dicht te krijgen - en het valt de buurtbewoners op dat George enorm lijkt op de man die vroeger in het huis woonde. Hij gedraagt zich daarnaast steeds geïrriteerder, ongeduldiger en agressiever tegenover zijn familie. Wanneer een kennis de familie komt opzoeken, weigert zijn vrouw binnen te gaan omdat dit niet goed voelt. Zij verklaart dat er iets achter de muur in de kelder is en zegt vervolgens met een stem die niet de hare is dat het een doorgang naar de hel betreft. Kathy heeft die nacht een nachtmerrie waarin George haar zoontje en haar met een bijl vermoordt.
Kathy gaat de volgende dag naar de bibliotheek en zoekt in het archief berichten over de vorige bewoners op. Wanneer ze een foto van hun moordenaar erbij ziet staan, herkent ze hierin George. Daarop rijdt ze in vliegende vaart naar huis, waar het kwaad op dat moment definitief losbreekt en het huis op zijn grondvesten doet schudden. Nadat George met veel pijn en moeite hond Harrie als laatste uit het huis en in de auto krijgt, verlaat de familie Lutz na 28 dagen hun huis om er nooit meer terug te keren.

## Rolverdeling
| Acteur          | Personage           |
| --------------- | ------------------- |
| James Brolin    | George Lutz         |
| Margot Kidder   | Kathy Lutz          |
| Rod Steiger     | Pastoor Delaney     |
| Don Stroud      | Pastoor Bolen       |
| Murray Hamilton | Pastoor Ryan        |
| John Larch      | Pastoor Nuncio      |
| Natasha Ryan    | Amy                 |
| K.C. Martel     | Greg                |
| Meeno Peluce    | Matt                |
| Michael Sacks   | Jeff                |
| Helen Shaver    | Carolyn             |
| Amy Wright      | Jackie              |
| Val Avery       | Sergeant Gionfriddo |
| Irene Dailey    | Tante Helena        |
| Marc Vahanian   | Jimmy               |

## Opvolgers
The Amityville Horror bleek het eerste deel van een filmreeks die vervolgd werd met:
- Amityville II: The Possession (1982)
- Amityville 3-D (1983, aka Amityville III: The Demon)
- Amityville 4: The Evil Escapes (1989)
- The Amityville Curse (dit deel uit 1990 heeft niets van doen met het originele huis)
- Amityville 1992: It's About Time (1992)
- Amityville: A New Generation (1993)
- Amityville: Dollhouse (1996)
- The Amityville Horror (2005, nieuwe versie van het eerste deel).
- The Amityville Haunting (2011)
- The Amityville Asylum (2013)
- Amityville Death House (2015)
- Amityville Playhouse (2015)
- Amityville: Vanishing Point (2016)
- The Amityville Legacy (2016)
- The Amityville Terror (2016)
- Amityville: No Escape (2016)
- Amityville: The Awakening (2017)

Een deel van deze films behoort tot de officiële filmreeks die begon met het verhaal van de familie Lutz. Een aantal anderen gebruikt wel de naam Amityville, maar behoort hier feitelijk niet toe.